# Anthrakologie
Anthrakologie (von griechisch Anthrax ,Kohle‘) bezeichnet die Wissenschaft der Holzkohleanalysen.

## Allgemein
Anthrakologie als Teilgebiet der Paläobotanik bzw. Archäobotanik umfasst die Bestimmungsverfahren für verkohltes Holz und die Beschreibung der morphologischen Eigenschaften von Holzkohlen verschiedenen Ursprungs. Anthrakologische Untersuchungen erlauben so Rückschlüsse auf die Vegetationszusammensetzung und somit die Ökologie und klimatische Verhältnisse. Die auf diese Weise gewonnenen Informationen über Flora und Habitat des Gebietes, aus dem die untersuchte Holzkohle stammt, sowie die mögliche Rolle des Menschen in diesem Gebiet sind unter anderen Grundlage für archäologische Forschungen. Anthrakologie oder auch Holzkohleanalysen sind ebenfalls ein Teilbereich der Holzanatomie.

## Bedeutung für die Archäologie
Mittels Holzkohleanalysen wird hauptsächlich in archäologischen Kontexten die Art verkohlter Hölzer bestimmt, um Informationen über vegetationsgeschichtliche Sachverhalte zu erhalten. Zusätzliche Informationen werden von Begleitumständen abgeleitet wie zum Beispiel der Auffindungssituation der Holzkohlen. Eine absolute Datierung der archäologischen Grabungshorizonte ist bei ausreichender Größe der Holzkohlepartikel anhand der Radiokohlenstoffmethode möglich.

### Erfassen der Holzkohlestücke in archäologischen Kontexten
Das Aufsammeln der Holzkohlepartikel bzw. die direkte Auslese ist zu bevorzugen, um die Zerkleinerung dieser beim Schlämmen zu vermeiden, da diese sowohl zur Bestimmung als auch zur Radiokohlenstoffdatierung eine ausreichende Größe vorweisen müssen. Die Dokumentation der Auffindungssituation dient der späteren Auswertung, da zusätzliche Informationen durch diese abgeleitet werden können. Die Dokumentation beinhaltet die Beschreibung der vermuteten Art der Ablagerung wie zum Beispiel verwehte Flugkohle, Holzkohle von Feuer- bzw. Herdstellen, ganzen Brandschichten, Einschwemmungen oder verschleppte Partikel. Zudem sollte die Verpackung der Holzkohle ohne mechanische Einwirkung und unter Schutz vor mechanischer Einwirkung bei Lagerung und Transport geschehen, damit diese nicht nachträglich zerkleinert und dann getrennt erfasst werden, da auch quantitative Erhebungen angestellt werden können.

### Archäologisches Anwendungsbeispiel Baaz
Die archäologische Fundstelle Baaz in Süd-West-Syrien, ergraben zwischen 1999 und 2004, lieferte der Forschung botanische Überreste aus jener Zeit, als der Mensch vom Jäger und Sammler zum Ackerbauer und Viehzüchter wurde.
Der Grund für diese Veränderung der Lebensweise ist vermutlich in einer Verkettung von Faktoren zu suchen. Ein oft angeführter Faktor ist ein Klimawandel im Nahen Osten der damaligen Zeit. Eine klimatische Veränderung hätte die Bedingungen für jene Pflanzen, auf die unsere Kulturpflanzen zurückzuführen sind, optimieren können. Demnach hätte also der Klimawandel der Entwicklung von Ackerbau und Viehzucht Vorschub geleistet.
In Baaz konnten makrobotanische Proben aus sieben archäologischen Haupthorizonten entnommen und über verschiedene Probeentnahmemethoden gesammelt werden. Sie lieferten Hinweise zur Vegetationsgeschichte des Fundplatzes.
Da angenommen werden kann, dass Holzkohleproben aus archäologischen Horizonten repräsentativ für das Auftreten von Holzpflanzen im untersuchten Raum für die Zeit des untersuchten Horizontes sind, wurden die Prozente der Holzkohleerhebungen in den Proben als ein Anzeiger für Baumbestand gewertet.
Zudem ergab die archäobotanische Untersuchung der damaligen Artengemeinschaft eine Buschsteppen-Vegetation für die Zeit des möglichen Klimawandels. Durch anthrakologische Erhebungen erhaltene Hinweise auf Pappeln und Weiden, die mit hoher Wahrscheinlichkeit als Feuerholz verwendet wurden, sind wohl den lokalen dauerfeuchten Bedingungen des Wadis Jaba’deen unterhalb von Baaz zuzuschreiben.
Die Untersuchungsergebnisse des Materials aus den Horizonten, die verhältnismäßig kleinere Mengen Holzkohle beinhaltet hatten, scheinen demnach für die Seltenheit von Holzpflanzen im Pleistozän an diesem Ort zu sprechen.
Zudem ergaben weitere archäobotanische Untersuchungen, dass sich Baaz während der Jüngeren Dryas und des frühen Holozäns außerhalb der Verbreitungsdichte von wilden Getreiden befunden hat. Auswirkungen eines Klimawandels, welcher zum vermehrten Vorkommen einjähriger Gräser als Vorläufer der späteren Getreidesorten geführt haben könnte, sind u. a. deshalb für Baaz nicht nachweisbar.

## Visuelle Begutachtung und das Herstellen von Präparaten
Zur visuellen Untersuchung von Holzkohle allgemein werden binokulare Lupen mit einer Vergrößerung bis 50:1 und Auflichtmikroskope bis 400:1 verwendet. Zur Untersuchung von Bruchflächen im Auflicht müssen die Kohlen quer zur Längsachse gebrochen werden. Da eine erfolgreiche Holzartbestimmung nur bei genauer Orientierung der Stücke möglich ist, kann diese bei der Herstellung von Brüchen mit Hilfe eines Skalpells unter der Lupe exakt vorgegeben werden. Zu beachten ist aber, dass angeschnittene Flächen für eine Bestimmung grundsätzlich ungeeignet sind.
Zur fotografischen Dokumentation der Strukturen können sowohl Auflicht- als auch Durchlichtbilder dienen. Für letztere ist das Herstellen von Schliffen erforderlich, die aus eingebetteten Präparaten hergestellt werden. Als Matrix hat sich Polymethylmethacrylat bewährt, weil dieses in etwa die gleiche Härte aufweist wie das einzubettende Objekt.
Anhand von Schliffen können bei der Analyse dimensionale Veränderungen in Geweben und in der Zellwand erkannt werden, die bei der Verkohlung entstanden sind. Die anatomischen Eigenschaften der Hölzer sind deutlicher sichtbar.

### Brechbarkeit
Die Brechbarkeit der Holzkohle erlaubt Rückschlüsse auf die Holzart, denn Holzkohlen sind unterschiedlich brechbar. Bei der Analyse kann diese Eigenschaft informativ zum Ergebnis beitragen, aber auch infolge mechanischer Einwirkung nach der Bergung zu Fehlschlüssen verleiten, da sich dadurch die als Beurteilungskriterium dienende (scheinbare) Stückzahl erhöhen kann.
Die Brechbarkeit kann als Druckfestigkeit oder über Bruchspannungswerte bei Biegeversuchen quantifiziert werden. Ebenso sind zum Bruchverhalten und Bruchergebnis von Kohlen verschiedener Holzarten differenzierte und qualitative Aussagen möglich, unterschieden nach Baumart und anatomischer Herkunft.
Tangential- und Radialbrüche erlauben es das Holz zu bestimmen. Die Orientierung der Bruchrichtung ist hierbei entscheidend. Bei Nadelholz ist die Tangential- und Längenschwindung zum Beispiel an den sogenannten Hoftüpfeln erkennbar.

### Abnutzungsresistenz
Beanspruchungsverschiedenheiten in der Historie eines Holzkohlestückes sind zu berücksichtigen. Sie können Erkenntnisse liefern, die zur Bestimmung der Art der Kohle und ihres Weges zum Fundort beitragen. Ein fluvialer Anschwemmungsprozess beispielsweise zeigt ganz andere Beanspruchungen als eine aeolische Ablagerung. Die Rollung von Holzkohleteilen mit der Wasserbewegung auf einem Seegrund oder in stärkerem Maß in der Flachwasserzone im Uferbereich hinterlässt Spuren, die zusätzlich zu art- und individuumspezifischen Faktoren zur Bestimmung beitragen. Die durch Rollung im Wasser verursachten Spuren an den Kohlestücken liefern wertvolle Hinweise auf den Sedimentationsprozess und damit auf die Bedingungen, die bei der Entstehung der jeweiligen Schicht geherrscht haben.
Nicht nur die Rollung im Wasser führt zu mehr oder weniger abgerundeten Kanten und Ecken. Schon in einer Feuerstelle werden Kohlestücke durch Rollung mechanisch beeinflusst. Zu den Spuren, die eine solche Beanspruchung hinterlässt, konnte ein Schema erstellt werden, nach dem Kohlestücke verschiedenen Baumarten zugeordnet werden können.

### Beschaffenheit
Auch die Beschaffenheit der Bruchfläche liefert Informationen, welche die Bestimmung erleichtern. Für Zersplitterung und Schwundmasse der Holzkohle können zum Beispiel Wasserbewegungen verantwortlich sein oder die mechanische Einwirkung durch einen Tritt auf die Holzkohlen (Rollung). Daher erfordert die Holzkohleanalyse sedimentologisches Arbeiten, d. h. die Berücksichtigung sedimentologischer Aspekte. Es ergeben sich Unterschiede in der Empfindlichkeit für mechanische Einwirkung verschiedener Baumarten. Die Faktoren, welche auf die Holzkohle einwirken, erlauben bei einer sedimentologischen Interpretation Aussagen über die Schichtbildung.

### Taphonomie
Innerhalb der Archäobotanik sind die unter dem Begriff Taphonomie geführten Phänomene von grundlegender Bedeutung. Dieser Begriff fasst alle Vorgänge und Einflüsse zusammen, die auf einen Gegenstand nach seiner Ablegung oder einen Organismus nach seinem Tod einwirken.
Neben den chemischen Reaktionen, die beim Verkohlungsprozess ablaufen, führen auch die Quellung von Pektinen und mechanische Auswirkungen beim Ausgasen von flüchtigen Inhaltsstoffen sowie von Wasserdampf zu partiellen Umformungen im Holz. Die Mikrostruktur bleibt jedoch erhalten. Die Faktoren, von denen dies abhängig ist, sind Holzart, Raumgewicht, mikrostrukturelle Besonderheiten, Pilzdestruktion, Größe, Form, Feuchtigkeitsgehalt und Anheizungs- und Verbrennungstemperatur des die Verkohlung verursachenden Feuers.

### Besonderheiten bei der Interpretation
Im Bereich kleinerer Probebestände erhöht sich die Artenzahl immer mit der Stückzahl, weshalb dies beim Zusammenstellen der Anteile an Holzkohlen berücksichtigt werden muss. Beispielsweise genügt für die vegetationsgeschichtliche Untersuchung zunächst die Bestimmung einiger Stücke, deren Art typisch ist für die jeweilige Vegetationsform.
Pilzhyphen sind in Holzkohlen deutlich nachweisbar. Sie sind Anzeiger eines weiteren aufschlussreichen Sachverhalts. Hölzer werden meist, nachdem sie abgestorben sind, in feuchtem Milieu befallen. Andererseits muss das Holz eine für den Pilz förderliche Umgebung mit ganz bestimmten Eigenschaften darstellen. So gedeiht er dort eher, wo für den Pilz toxische Abwehrstoffe der Pflanze nur in geringer Konzentration vorhanden sind. Das Vorliegen und der Grad des Pilzbefalls kann somit indirekte kulturhistorische Deutungen wie zum Beispiel die Verwendung von Fallholz gegenüber geschlagenem Holz ermöglichen.
Mikroholzkohlefragmente in Sedimentfolgen von Seen zum Beispiel können Aufschluss geben über das Ausmaß von Waldzerstörung durch Brände.

## Vergleich der Anthrakologie mit der Palynologie
Im Vergleich zur Palynologie (Pollenanalyse) haben anthrakologische Untersuchungen den Nachteil, dass sie ausschließlich Holzpflanzen dokumentieren. Bei Pollenanalysen kommen daneben ergänzend Kräuter hinzu, jedoch mit dem Nachteil, dass hier in quantitativen Erhebungen windbestäubte Pflanzen überrepräsentiert sind. Deren Pollen können zudem über große Entfernungen herantransportiert worden sein. Pollendiagramme geben daher ein breiteres Bild der Vegetation wieder, allerdings ist das Einzugsgebiet hierbei teilweise schwer einzugrenzen. Im Gegensatz dazu geben die Ergebnisse der Anthrakologie das (genutzte) Holzspektrum wieder, dieses aber aus einem meist sehr kleinen Einzugsgebiet.